# دحيلات الفلا
دحيلات الفلا قرية سعودية، في محافظة المويه بمنطقة مكة المكرمة، تقع في شرق مدينة الطائف بمسافة نحو ( ) كم.

## أنظر أيضًا
- الخنفرية
- الدعكا
- الذويب